# Milan Mijalkovic
Milan Mijalkovic (16. Dezember 1982 in Skopje, Jugoslawien) ist ein österreichisch-mazedonischer Architekt, Künstler und Autor. Mijalkovic hat seinen Schaffensschwerpunkt in Wien, Skopje und Belgrad.

## Leben und Werk
Milan Mijalkovic studierte 2001 in Skopje Architektur, 2002 wechselte er an die TU Wien, wo er sein Architekturstudium 2010 abschloss. Während seines Studiums begann er sich auch zunehmend mit Kunst zu beschäftigen. In seinem Werk nimmt er brennende oder latente Konflikte unter die Lupe, deren Wahrnehmung über verschiedene Medien (Skulptur, Streitrede, Fotografie, Buch, Architektur, Liveperformance) neu interpretiert wird.

„Die liberale Demokratie ist in Gefahr. Ihre Grundpfeiler werden angesägt und die Stabilität des Gesellschaftsgefüges gerät ins Wanken. Dieses Szenario, das Politologen in Zeiten rechtspopulistischen Erfolges verdeutlichen, berührt Milan Mijalkovic nicht unmittelbar – der Demokratie-Begriff, den er in seinen künstlerischen Arbeiten bemüht, wird nicht durch Tagespolitik beeinträchtigt und auch nicht durch technologische Entwicklungen, die die Meinungsbildung bestimmen und der Volksbildung entgegenwirken. Die Rede bezieht sich auf die Ursprünge der Demokratie, auf ihr Wechselspiel mit Menschheitsgeschichte und Naturereignissen, auf ihre Rituale in der Öffentlichkeit und ihre Erscheinungsbilder im Alltag. Dabei greift er auf archaische Bilder und Gesten zurück, auf die Ikonographie der Macht und der Repräsentation, auf altbewährte Formate der Kommunikation und Vermittlung von Ideen. Letztendlich doch alles am Puls der Zeit“

In vielen seiner Arbeiten stehen menschliche Einzelschicksale im Mittelpunkt, darunter besonders jenes der Arbeitsmigranten. Zu seinen bekanntesten Arbeiten zählt die Wiener Maria, mit der er im August 2018 auf die Situation von Arbeitsmigranten in Wien öffentlichkeitswirksam aufmerksam machte. Als „Milan Mijalkovic von Makedonien“ thematisiert er in seiner Performancekunst autobiographisch inspirierte Konfliktsituationen.

## Werke (Auswahl)
Kunst:
- Die Botschaft. Die Übernahme der Verantwortung für alle Naturkatastrophen (2013).[6]
- Die Demokratisierung der Natur (2015).[7]
- The Monument of the Working Man ist das erste in der Reihe der Schwarzarbeiter-Kunstwerke". Mijalkovic möchte eine Maschine bauen, die Luftballons aufbläst und wird beim Kaufen von Baumaterial von einem Schwarzarbeiter angesprochen, der schließlich selbst in der Maschine sitzt und die Luftballons aufbläst.[8]
- Die Wiener Maria (2018). Ein mobiler Brunnen auf einem Lastwagen mit einer übergroßen weiblichen Brust als „Wasserspender“ für Menschen auf dem Arbeiterstrich.[3][8][9][10]
- Milan Mijalkovic von Makedonien. Neuerscheinungen (2018). 1Blick. Kunst im Vorhaus. Hallein[11]

Architektur:
- Baroque Parking Garage, Fassade, Skopje[12]
- Bildungszentrum Arbeiterkammer, Wien

## Preise
- 2014: 1 von 129 Gewinnern des A+ Award für die Fassade der „Baroque Parking Garage“, Skopje[13]